# Andrejs Krustiņš
Andrejs Krustiņš, latvijski general, * 2. julij 1884, † 16. oktober 1941.